# Rupert Falački
Rupert Falački (Amberg, 5. svibnja 1352. – Oppenheim, 18. svibnja 1410.), rimsko-njemački kralj (1400. – 1410.)  i falački knez-izbornik iz dinastije Wittelsbach.
| Prethodnik:             | njemačko-rimski car (1400. – 1410.) | Nasljednik:                           |
| Vaclav IV. Luksemburški | njemačko-rimski car (1400. – 1410.) | Sigismund Luksemburški Jobst Moravski |